# L'argent fait le bonheur
L'argent fait le bonheur è un film del 1993 diretto da Robert Guédiguian.